# Cult (album)
Pour les articles homonymes, voir Cult (homonymie).
Albums de Apocalyptica
Inquisition Symphony
(1998) The Best of Apocalyptica
(2002)
Cult est le troisième album du groupe finlandais Apocalyptica sorti en 2000. Une édition spéciale contenant un disque supplémentaire est parue en 2001.

## Liste des morceaux

### CD original
| 1.    | Path                     | Apocalyptica | 3:08 |
| 2.    | Struggle                 | Apocalyptica | 3:26 |
| 3.    | Romance                  | Apocalyptica | 3:28 |
| 4.    | Pray!                    | Apocalyptica | 4:22 |
| 5.    | In Memoriam              | Apocalyptica | 4:41 |
| 6.    | Hyperventilation         | Apocalyptica | 4:28 |
| 7.    | Beyond Time              | Apocalyptica | 3:57 |
| 8.    | Hope                     | Apocalyptica | 3:24 |
| 9.    | Kaamos                   | Apocalyptica | 4:42 |
| 10.   | Coma                     | Apocalyptica | 6:59 |
| 11.   | Hall of the Moutain King | Edvard Grieg | 3:29 |
| 12.   | Until It Sleeps          | Metallica    | 3:15 |
| 13.   | Fight Fire With Fire     | Metallica    | 3:25 |
| 46:41 |                          |              |      |

### CD bonus
| 1.    | Path Vol.2 (feat. Sandra Nasić)                    | Apocalyptica | 3:23 |
| 2.    | Hope Vol.2 (feat. Matthias Sayer)                  | Apocalyptica | 4:02 |
| 3.    | Harmageddon (live à Munich, octobre 2000)          | Apocalyptica | 4:57 |
| 4.    | Nothing Else Matters (live à Munich, octobre 2000) | Metallica    | 5:15 |
| 5.    | Inquisition Symphony (live à Munich, octobre 2000) | Apocalyptica | 5:05 |
| 22:42 |                                                    |              |      |